# Bundesautobahn 100
Bundesautobahn 100 (em português: Auto-estrada Federal 100) ou A 100, é uma auto-estrada na Alemanha.
A Bundesautobahn 100 tem 22 km de comprimento.

## Estados
Estados percorridos por esta auto-estrada:
- Berlin